# Scaled Composites White Knight
Scaled Composites Model 318 White Knight (White Knight One) je zrakoplov nosač na mlazni pogon koji se koristio za lansiranje pokusne svemirske letjelice Scaled Composites SpaceShipOne. Razvio ga je Scaled Composites kao dio programa Tier One. Razvijen je od modela Scaled Composites Proteus. Prvi je let imao 1. kolovoza 2002. godine. Scaled je na ugovornoj osnovici ponudio letjelicu kao pokusnu. Korištena je za pokusima ispuštanjem raketoplana Boeing X-37 od lipnja 2005. do travnja 2006. godine. Prethodnik je modela White Knight Two koji je dodao "One" imenu ovog modela radi razlikovanja ovih dvaju modela.

## Program SpaceShipOne
Letovi White Knighta su numerirani. Broj jedan bio je 1. kolovoza 2002. godine. Letovi gdje je WhiteKnight nosio SpaceShipOne dobivali su jedan ili dva dodatna slova u znaci. Oznaka "C" označuje nošenje, a "L" lansiranje. Ako je izvršeni let druge kategorije od izvorne namjene, tad je let dobio dva dodatna slova. Prvo je označavalo namjeru misije, a drugo što je doista izvršeno u letu.
| Let  | Nadnevak            | Pilot SS1     | Let SpaceShipOnea |
| ---- | ------------------- | ------------- | ----------------- |
| 24C  | 20. svibnja 2003.   | Peter Siebold | 01C               |
| 29C  | 29. srpnja 2003.    | Brian Binnie  | 02C               |
| 30L  | 7. kolovoza 2003.   | Brian Binnie  | 03G               |
| 31LC | 27. kolovoza 2003.  | Brian Binnie  | 04GC              |
| 32L  | 27. kolovoza 2003.  | Brian Binnie  | 05G               |
| 37L  | 23. rujna 2003.     | Peter Siebold | 06G               |
| 38L  | 17. listopada 2003. | Peter Siebold | 07G               |
| 40L  | 14. studenoga 2003. | Brian Binnie  | 08G               |
| 41L  | 19. studenoga 2003. | Brian Binnie  | 09G               |
| 42L  | 4. prosinca 2003.   | Peter Siebold | 10G               |
| 43L  | 17. prosinca 2003.  | Peter Siebold | 11P               |
| 49L  | 11. ožujka 2004.    | Brian Binnie  | 12G               |
| 53L  | 8. travnja 2004.    | Brian Binnie  | 13P               |
| 56L  | 13. svibnja 2004.   | Brian Binnie  | 14P               |
| 60L  | 21. lipnja 2004.    | Mike Melvill  | 15P               |
| 65L  | 29. rujna 2004.     | Mike Melvill  | 16P               |
| 66L  | 4. listopada 2004.  | Brian Binnie  | 17P               |